# James Donald Murray
James Donald Murray (* 20. November 1946 in Helena, Montana) ist ein ehemaliger US-amerikanischer Rennrodler.
Murray nahm 1970, 1971 und 1975 an den Rennrodel-Weltmeisterschaften teil. Außerdem trat er dreimal bei Olympischen Winterspielen an: 1968 in Grenoble, Frankreich und 1972 in Sapporo, Japan belegte er den 28. Rang; in Innsbruck, Österreich konnte er sich 1976 auf den 26. Platz verbessern. In der Zeit zwischen seinen ersten beiden Winterspielen diente er bei der US Army und war unter anderem in Deutschland und Vietnam stationiert.
Murray hat an der University of Montana studiert. Nachdem er einige Zeit als Skilehrer gearbeitet hatte, arbeitete er erst in Denver, Montana und später in Pinehurst, North Carolina als Immobilienmakler.